# Ричланд (Орегон)
Ричланд (енгл. Richland) град је у америчкој савезној држави Орегон.

## Демографија
По попису из 2010. године број становника је 156, што је 9 (6,1%) становника више него 2000. године.
| Група             | 2000.       | 2010.       |
| Белци             | 142 (96,6%) | 148 (94,9%) |
| Афроамериканци    | 0 (0,0%)    | 2 (1,3%)    |
| Азијати           | 1 (0,7%)    | 0 (0,0%)    |
| Хиспаноамериканци | 1 (0,7%)    | 0 (0,0%)    |
| Укупно            | 147         | 156         |